# Stenopogon inquinatus
Stenopogon inquinatus là một loài ruồi trong họ Asilidae. Stenopogon inquinatus được Loew miêu tả năm 1866.